# Campeonato Europeo de Tiro
El Campeonato Europeo de Tiro es la máxima competición europea del tiro deportivo. Es organizado desde 1955 por la Confederación Europea de Tiro (ESC). Se realizan los siguientes campeonatos:
- Campeonato Europeo de Tiro – bianual (años impares), incluye todas las pruebas de precisión, a excepción de las de 10 m
- Campeonato Europeo de Tiro en 10 m – anual
- Campeonato Europeo de Tiro al Plato – anual (los años impares en el marco del Campeonato Europeo general y los años pares como evento independiente)

## Europeo de Tiro (general)

### Ediciones
| Núm.    | Año  | Masculino                                | Femenino                                 |
| ------- | ---- | ---------------------------------------- | ---------------------------------------- |
| I       | 1955 | Bucarest ( Rumania)                      | Bucarest ( Rumania)                      |
| II      | 1957 | —                                        | Belgrado ( Yugoslavia)                   |
| III     | 1959 | Milán ( Italia)                          | Milán ( Italia)                          |
| IV      | 1961 | —                                        | Budapest · ( Hungría)                    |
| V       | 1963 | Estocolmo · ( Suecia)                    | —                                        |
| VI      | 1965 | Bucarest ( Rumania)                      | Bucarest ( Rumania)                      |
| –       | 1967 | No realizados                            | No realizados                            |
| VII     | 1969 | Pilsen ( Checoslovaquia)                 | Versalles ( Francia)                     |
| VIII    | 1971 | Suhl ( RDA)                              | Suhl ( RDA)                              |
| IX      | 1973 | Múnich ( RFA)                            | —                                        |
| X       | 1974 | —                                        | Vingsted ( Dinamarca)                    |
| XI      | 1975 | Madrid ( España)                         | Sofía ( Bulgaria)                        |
| XII     | 1976 | —                                        | Skopie ( Yugoslavia)                     |
| XIII    | 1977 | Bucarest ( Rumania)                      | Roma · ( Italia)                         |
| XIV     | 1978 | —                                        | Hämeenlinna · ( Finlandia)               |
| XV      | 1979 | Lvov ( URSS)                             | Fráncfort ( RFA)                         |
| XVI     | 1980 | —                                        | Madrid ( España)                         |
| XVII    | 1981 | Titogrado ( Yugoslavia)                  | Titogrado ( Yugoslavia)                  |
| XVIII   | 1982 | —                                        | Roma · ( Italia)                         |
| XIX     | 1983 | Bucarest ( Rumania)                      | Bucarest ( Rumania)                      |
| XX      | 1985 | Osijek ( Yugoslavia)                     | Osijek ( Yugoslavia)                     |
| XXI     | 1987 | Lahti ( Finlandia)                       | Lahti ( Finlandia)                       |
| XXII    | 1989 | Zagreb ( Yugoslavia)                     | Zagreb ( Yugoslavia)                     |
| XXIII   | 1991 | Bolonia ( Italia)                        | Bolonia ( Italia)                        |
| XXIV    | 1993 | Brno ( República Checa)                  | Brno ( República Checa)                  |
| XXV     | 1995 | Zúrich ( Suiza)                          | Zúrich ( Suiza)                          |
| XXVI    | 1997 | Kouvola ( Finlandia)                     | Kouvola ( Finlandia)                     |
| XXVII   | 1999 | Burdeos ( Francia)                       | Burdeos ( Francia)                       |
| XXVIII  | 2001 | Zagreb ( Croacia)                        | Zagreb ( Croacia)                        |
| XXIX    | 2003 | Pilsen ( República Checa)                | Pilsen ( República Checa)                |
| XXX     | 2005 | Belgrado ( Serbia y Montenegro)          | Belgrado ( Serbia y Montenegro)          |
| XXXI    | 2007 | Granada ( España)                        | Granada ( España)                        |
| XXXII   | 2009 | Osijek ( Croacia)                        | Osijek ( Croacia)                        |
| XXXIII  | 2011 | Belgrado ( Serbia)                       | Belgrado ( Serbia)                       |
| XXXIV   | 2013 | Osijek ( Croacia)                        | Osijek ( Croacia)                        |
| XXXV    | 2015 | Maribor ( Eslovenia)                     | Maribor ( Eslovenia)                     |
| XXXVI   | 2017 | Bakú ( Azerbaiyán)                       | Bakú ( Azerbaiyán)                       |
| XXXVII  | 2019 | Lonato, Bolonia y Tolmezzo ( Italia)     | Lonato, Bolonia y Tolmezzo ( Italia)     |
| XXXVIII | 2021 | Osijek ( Croacia)                        | Osijek ( Croacia)                        |
| XXXIX   | 2022 | Zagreb ( Croacia) · Breslavia ( Polonia) | Zagreb ( Croacia) · Breslavia ( Polonia) |
| XL      | 2024 | Osijek ( Croacia)                        | Osijek ( Croacia)                        |
| XLI     | 2025 | Châteauroux ( Francia)                   | Châteauroux ( Francia)                   |
| XLII    | 2026 | Osijek ( Croacia)                        | Osijek ( Croacia)                        |

1. ↑  Sólo competiciones de blanco móvil 50 m.
2. ↑  Sede de las pruebas de 300 m.
3. ↑  Sede de las pruebas de 25 m y 50 m.

## Europeo de Tiro en 10 m

### Ediciones
| Núm.    | Año  | Sede              | País            |
| ------- | ---- | ----------------- | --------------- |
| I       | 1971 | Meziboří          | Checoslovaquia  |
| II      | 1972 | Belgrado          | Yugoslavia      |
| III     | 1973 | Linz              | Austria         |
| IV      | 1974 | Enschede          | Países Bajos    |
| V       | 1975 | Londres           | Reino Unido     |
| VI      | 1976 | París             | Francia         |
| VII     | 1977 | Andorra la Vieja  | Andorra         |
| VIII    | 1978 | Copenhague        | Dinamarca       |
| IX      | 1979 | Graz              | Austria         |
| X       | 1980 | Oslo              | Noruega         |
| XI      | 1981 | Atenas            | Grecia          |
| XII     | 1982 | La Haya           | Países Bajos    |
| XIII    | 1983 | Dortmund          | RFA             |
| XIV     | 1984 | Budapest          | Hungría         |
| XV      | 1985 | Varna             | Bulgaria        |
| XVI     | 1986 | Espoo             | Finlandia       |
| XVII    | 1987 | Bratislava        | Checoslovaquia  |
| XVIII   | 1988 | Stavanger         | Noruega         |
| XIX     | 1989 | Copenhague        | Dinamarca       |
| XX      | 1990 | Arnhem            | Países Bajos    |
| XXI     | 1991 | Mánchester        | Reino Unido     |
| XXII    | 1992 | Budapest          | Hungría         |
| XXIII   | 1993 | Brno              | República Checa |
| XXIV    | 1994 | Estrasburgo       | Francia         |
| XXV     | 1995 | Vantaa            | Finlandia       |
| XXVI    | 1996 | Budapest          | Hungría         |
| XXVII   | 1997 | Varsovia          | Polonia         |
| XXVIII  | 1998 | Tallin            | Estonia         |
| XXIX    | 1999 | Arnhem            | Países Bajos    |
| XXX     | 2000 | Múnich            | Alemania        |
| XXXI    | 2001 | La Coruña         | España          |
| XXXII   | 2002 | Salónica          | Grecia          |
| XXXIII  | 2003 | Gotemburgo        | Suecia          |
| XXIV    | 2004 | Győr              | Hungría         |
| XXXV    | 2005 | Tallin            | Estonia         |
| XXXVI   | 2006 | Moscú             | Rusia           |
| XXXVII  | 2007 | Deauville         | Francia         |
| XXXVIII | 2008 | Winterthur        | Suiza           |
| XXXIX   | 2009 | Praga             | República Checa |
| XL      | 2010 | Meråker           | Noruega         |
| XLI     | 2011 | Brescia           | Italia          |
| XLII    | 2012 | Vierumäki         | Finlandia       |
| XLIII   | 2013 | Odense            | Dinamarca       |
| XLIV    | 2014 | Moscú             | Rusia           |
| XLV     | 2015 | Arnhem            | Países Bajos    |
| XLVI    | 2016 | Győr              | Hungría         |
| XLVII   | 2017 | Maribor           | Eslovenia       |
| XLVIII  | 2018 | Győr              | Hungría         |
| XLIX    | 2019 | Osijek            | Croacia         |
| L       | 2020 | Breslavia         | Polonia         |
| LI      | 2021 | Lohja (cancelado) | Finlandia       |
| LII     | 2022 | Hamar             | Noruega         |
| LIII    | 2023 | Tallin            | Estonia         |
| LIV     | 2024 | Győr              | Hungría         |
| LV      | 2025 | Osijek            | Croacia         |
| LVI     | 2026 | Ereván            | Armenia         |

## Europeo de Tiro al Plato

### Ediciones
| Núm.    | Año  | Sede                    | País           |
| ------- | ---- | ----------------------- | -------------- |
| I       | 1956 | San Sebastián           | España         |
| II      | 1957 | París                   | Francia        |
| III     | 1958 | Ginebra Turín           | Suiza · Italia |
| IV      | 1960 | Barcelona               | España         |
| V       | 1962 | Beirut                  | Líbano         |
| VI      | 1963 | Brno                    | Checoslovaquia |
| VII     | 1964 | Bolonia                 | Italia         |
| VIII    | 1965 | Lisboa                  | Portugal       |
| IX      | 1966 | Lahti                   | Finlandia      |
| X       | 1967 | Brno                    | Checoslovaquia |
| XI      | 1968 | Namur                   | Bélgica        |
| XII     | 1970 | Bucarest                | Rumania        |
| XIII    | 1972 | Eurovillas              | España         |
| XIV     | 1973 | Turín                   | Italia         |
| XV      | 1974 | Antibes                 | Francia        |
| XVI     | 1975 | Haringsee               | Austria        |
| XVII    | 1976 | Brno                    | Checoslovaquia |
| XVIII   | 1977 | Dorchester              | Reino Unido    |
| XIX     | 1978 | Suhl                    | RDA            |
| XX      | 1979 | Montecatini             | Italia         |
| XXI     | 1980 | Zaragoza                | España         |
| XXII    | 1981 | Moscú                   | URSS           |
| XXIII   | 1982 | Montecatini             | Italia         |
| XXIV    | 1984 | Zaragoza                | España         |
| XXV     | 1985 | Antibes                 | Francia        |
| XXVI    | 1986 | Montecatini             | Italia         |
| XXVII   | 1988 | Estambul                | Turquía        |
| XXVIII  | 1990 | Uddevalla               | Suecia         |
| XXIX    | 1992 | Estambul                | Turquía        |
| XXX     | 1994 | Lisboa                  | Portugal       |
| XXXI    | 1995 | Lahti                   | Finlandia      |
| XXXII   | 1996 | Tallin                  | Estonia        |
| XXXIII  | 1998 | Nicosia                 | Chipre         |
| XXXIV   | 2000 | Montecatini             | Italia         |
| XXXV    | 2002 | Lonato                  | Italia         |
| XXXVI   | 2004 | Latsia                  | Chipre         |
| XXXVII  | 2006 | Maribor                 | Eslovenia      |
| XXXVIII | 2008 | Nicosia                 | Chipre         |
| XXXIX   | 2010 | Kazán                   | Rusia          |
| XL      | 2012 | Lárnaca                 | Chipre         |
| XLI     | 2013 | Suhl                    | Alemania       |
| XLII    | 2014 | Sarlóspuszta            | Hungría        |
| XLIII   | 2016 | Lonato                  | Italia         |
| XLIV    | 2018 | Leobersdorf             | Austria        |
| XLV     | 2020 | Châteauroux (cancelado) | Francia        |
| XLVI    | 2022 | Larnaca                 | Chipre         |
| XLVII   | 2023 | Osijek                  | Croacia        |
| XLVIII  | 2024 | Lonato                  | Italia         |
| XLIX    | 2026 | Atenas                  | Grecia         |

1. ↑  Celebradas también pruebas de blanco móvil.